# Rabenstein (Findling)

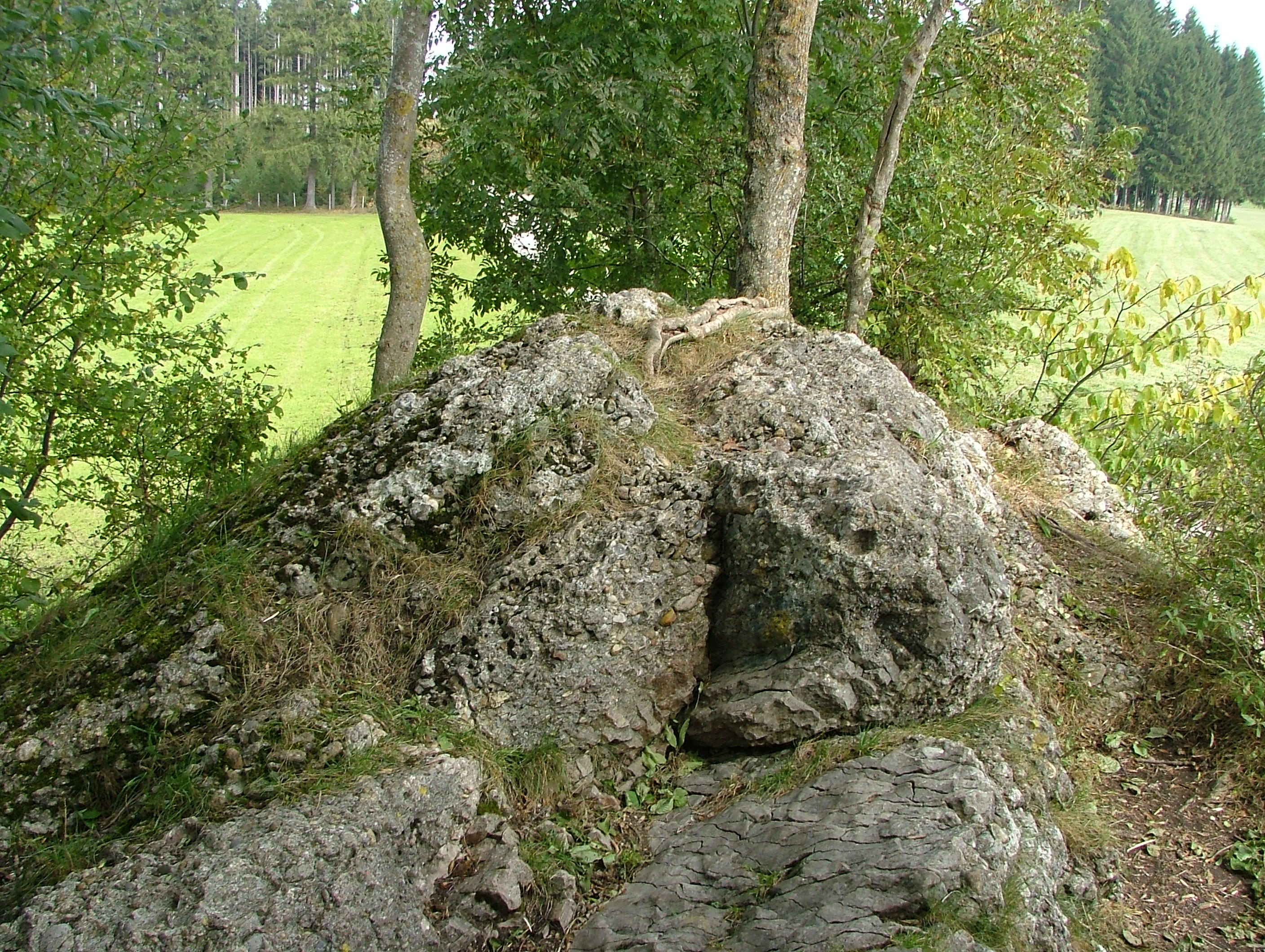
Der Findling Rabenstein

Der Rabenstein nördlich von Ermengerst ist ein Findling auf dem Gemeindegebiet von Wiggensbach im Landkreis Oberallgäu.

## Lage und Beschreibung
Er befindet sich auf der geologischen Raumeinheit der Allgäuer Alpen, im Naturraum der Iller-Vorberge und besteht aus Konglomeraten der Kojenschichten der Unteren Süßwassermolasse. Er hat eine Länge von zwölf Metern, eine Breite von acht Metern und eine Höhe von vier Metern. Das Naturdenkmal hat eine Fläche von 96 Quadratmetern und ist vom Bayerischen Landesamt für Umwelt als Geotop 780R011 ausgewiesen. Siehe hierzu auch die Liste der Geotope im Landkreis Oberallgäu.
Der Findling lagerte sich während der Schmelze des Kemptener Gletschers in der Zeit der Würm-Kaltzeit (Jungpleistozän) an seiner heutigen Stelle ab. Benachbart befinden sich zwei kleine Toteislöcher.